# 原田知世
原田 知世（はらだ ともよ、1967年〈昭和42年〉11月28日 - ）は、日本の女優、歌手。長崎県長崎市出身。ショーン・ハラダ所属。原田貴和子は実姉。バンド・pupaではボーカルを担当。

## 経歴
出身地の長崎にて、2歳の頃より姉の貴和子とともに鳳洋子に師事してバレエを習う。
1982年、憧れだった真田広之に会いたい一心で、中学3年生の時に「角川映画大型新人募集」に応募して特別賞を受賞、14歳で芸能界入り。
デビュー直後からテレビドラマや映画でヒロインを演じ、スクリーンデビュー作の『時をかける少女』（1983年）では日本アカデミー賞ほか各映画賞の新人賞を受賞。薬師丸ひろ子に次ぐ大型新人として話題になり、「角川三人娘（薬師丸ひろ子・渡辺典子・原田知世）」の末っ娘としてアイドル的な人気を得る。
高校進学後も学業の傍ら主演映画を撮影し、『愛情物語』（1984年）『天国にいちばん近い島』（1984年）、『早春物語』（1985年）を公開。
歌手としても松任谷由実が提供した『時をかける少女』などの映画主題歌を歌い、「ザ・ベストテン」や、「NHK紅白歌合戦」などの歌番組に出演する。
1986年、角川春樹事務所から独立。ホイチョイ・プロダクション原作の『私をスキーに連れてって』（1987年）、『彼女が水着にきがえたら』（1989年）でトレンディ映画のヒロインを演じた。後藤次利のプロデュースでオリジナル曲を次々リリースする。
1990年代以降、本格的に歌手活動に取り組み、鈴木慶一やゴンチチ、羽毛田丈史、伊藤ゴローらとのコラボレーションによる数々のアルバムを制作。スウェディッシュ・ポップブームの立役者トーレ・ヨハンソンをプロデューサーに迎えたアルバム『I could be free』（1997年）で新たなファンを獲得、オール・スウェディシュ・メンバーとの国内ツアーを行った。2007年に高橋幸宏らとバンド「pupa」を結成。オリコンチャートによると、原田のシングルの累計売上は2010年までに194万枚、アルバムは2005年までに81万枚を記録。
女優業では透明感のある清廉なイメージを保ちつつ、NHK連続テレビ小説『おひさま』（2011年）、『半分、青い。』（2018年）などで母親役を演じている。ドラマ『紙の月』（2014年）、『運命に、似た恋』（2016年）では若い恋人との出逢いに揺れる中年女性を演じた。
私生活では、2005年5月にイラストレーターのエドツワキと結婚したが、2013年12月に離婚した。

## 略年譜
1982年
- 映画『伊賀忍法帖』のヒロインを一般公募する「角川映画大型新人女優募集」に応募。映画『魔界転生』を観て真田広之のファンになり、『伊賀忍法帖』の主人公を演じる真田に会えるかもしれないという動機からだった。当時14歳で、応募資格の「15歳以上」を満たしていなかったが、九州地区予選でプロデューサーの角川春樹の目に留まり、応募総数57,480人の中から本戦進出18名に選ばれる。4月の最終審査で特別賞を受賞（グランプリは渡辺典子）、角川春樹事務所の専属女優となる。
- 7月、フジテレビ系ドラマ『セーラー服と機関銃』に主演、女優デビュー（14歳）。同時に主題歌「悲しいくらいほんとの話」で歌手デビュー。後番組『ねらわれた学園』にも主演。

1983年
- 山口百恵ら芸能人を輩出した日出女子学園高等学校に入学。
- 『時をかける少女』で映画初主演（15歳）。同映画の主題歌「時をかける少女」は売上58.7万枚でオリコンシングルチャート2位を記録、自身最大のヒット曲。
- アニメ映画『幻魔大戦』のタオ役で声優に初挑戦。
- ミュージカル『あしながおじさん』で舞台デビュー。主題歌「ダンデライオン〜遅咲きのたんぽぽ」をリリース。

1984年
- 映画『愛情物語』に主演、同名主題歌『愛情物語』を歌う（16歳）。
- 映画『天国にいちばん近い島』に主演（17歳）。同名主題歌「天国にいちばん近い島」は初のオリコン1位を獲得。

1985年
- 映画『早春物語』に主演、同名主題歌「早春物語」を歌う（17歳）。第36回NHK紅白歌合戦に「早春物語」で初出場（18歳）。
- 渡辺典子・原田貴和子・野村宏伸の角川春樹事務所の仲間と「BIRDS」名義でシングル「二代目はクリスチャンのテーマ」をリリース。

1987年
- デビュー以来所属していた角川春樹事務所を独立、実姉の原田貴和子とともに芸能事務所「ショーンハラダ」を設立。同年公開の主演映画『私をスキーに連れてって』はスキーブームの火付け役となった（19歳）。

1990年
- シングル「Silby」より透影月奈（すきかげ るな）名義で作詞・セルフプロデュースを始める。

1992年
- ムーンライダーズの鈴木慶一のプロデュースを受け、アルバム『GARDEN』（1992年）『Egg Shell』（1995年）『clover』（1996年）をリリース。

1995年
- 味の素AGFのコーヒー「ブレンディ」のCMキャラクターに起用。以後20年以上連続して出演、同一ブランドでのテレビCM出演時間日本一（ビデオリサーチ調べ）。

1997年
- トーレ・ヨハンソンのプロデュースによりアルバム『I could be free』をリリース。先行シングル『ロマンス』がスマッシュヒット。

1998年
- 第48回ベルリン国際映画祭正式招待作品となった映画『落下する夕方』に主演 （30歳）。

2005年
- 『姑獲鳥の夏』『村の写真集』『サヨナラCOLOR』『大停電の夜に』などに出演。
- 5月1日、イラストレーターのエドツワキと結婚（37歳）。

2006年
- 黒木和雄監督の遺作となった主演映画『紙屋悦子の青春』公開（38歳）。
- MOOSE HILLのアルバム『DESERT HOUSE』に2曲ゲストボーカルとして参加。

2007年
- 小説すばる新人賞を受賞した三崎亜記原作の映画『となり町戦争』に出演（39歳）。
- 伊藤ゴロープロデュースによる、デビュー25周年記念アルバム『music & me』をリリース。同作は鈴木慶一、高橋幸宏、大貫妙子、キセル、オニキユウジ、高木正勝などが参加。
- 夏、高橋幸宏の新バンド構想の呼びかけにより、原田、高野寛、高田漣、堀江博久、権藤知彦の計6人でpupaを結成。

2008年
- 6月2日、pupa Live '08 Preparation 〜Before Floating〜を開催（40歳）。
- 7月2日、pupaのデビュー・アルバム『floating pupa』発売。pupa Live Tour 2008 "floating 6 pupas"を開催（40歳）。

2009年
- 10月21日、アイスランドでレコーディングしたアルバム『eyja(エイヤ)』発売（41歳）。

2010年
- 7月28日、pupa2枚目のアルバム『dreaming pupa』発売。pupa Live Tour 2010 "dreaming 6 pupas"を開催。

2011年
- NHK連続テレビ小説『おひさま』に、主人公の母役として出演。
- 12月25日、伊藤ゴローと共に、朗読と歌の会「on-doc.（オンドク）」の第1回目を青森県立美術館で開催。以降、全国各地で不定期に開催。

2013年
- 12月27日、エドツワキと離婚したことを発表。

2016年
- 5月11日、カバー・アルバム『恋愛小説2〜若葉のころ』発売。オリコン・アルバムチャート4位。原田にとって1997年の『Flowers』以来のオリコン・トップ10入り。

2017年
- デビュー35周年記念プロジェクト第一弾として5月10日にシングル「ロマンス」をセルフカバー。
- 7月5日、全て新録のセルフカバー・アルバム『音楽と私』を発売。
- 9月1日から全国5か所にて「原田知世 35周年アニバーサリー・ツアー“音楽と私”」を開催。

2022年
- 10月、デビュー40周年を記念して開催されたツアーの中から、6月21日に東京・Bunkamuraオーチャードホールで行われたコンサートの模様をCS放送局「ホームドラマチャンネル」がテレビ初・独占放送。同放送局では『原田知世 デビュー40周年記念特集』として、最新の主演ドラマ『スナック キズツキ』からデビュー映画『時をかける少女』・ドラマ『セーラー服と機関銃』などを含む懐かしの作品を順次放送。

## 出演

### 映画
- 時をかける少女（1983年、東映） - 主演・芳山和子 役[20]
- 愛情物語（1984年、東映）[3] - 主演・仲道美帆 役
- 天国にいちばん近い島（1984年、東映）[3] - 主演・桂木万里 役
- 早春物語（1985年、東宝）[3] - 主演・沖野瞳 役
- キャバレー（1986年、東宝） - 千枝古 役
- 黒いドレスの女（1987年、東宝）[3] - 主演・朝吹冽子 役
- 私をスキーに連れてって（1987年、東宝）[3] - 主演・池上優 役
- 彼女が水着にきがえたら（1989年、東宝）[3] - 主演・田中真理子 役
- 満月 MR.MOONLIGHT（1991年、松竹） - 主演・野平まり 役
- 結婚（1993年、松竹） - 主演・岩下舞 役
- 水の旅人 侍KIDS（1993年、東宝） - 村田由紀 役
- スペインからの手紙（1993年、松竹） - 田宮奈津子 役
- あした（1995年、東宝） - わたし 役
- 傷だらけの天使（1997年、松竹） - 立花英子 役
- 落下する夕方（1998年、松竹） - 主演・坪田リカ 役
- 長崎ぶらぶら節（2000年、東映） - 梅次 役
- 村の写真集（2004年、ビデオプランニング=ワコー） - 高橋紀子 役
- 姑獲鳥の夏（2005年、日本ヘラルド映画） - 久遠寺涼子／梗子 役（二役）
- サヨナラCOLOR（2005年、ザジフィルムズ） - 笈川未知子 役
- 大停電の夜に（2005年、アスミック・エース） - 佐伯静江 役
- 紙屋悦子の青春（2006年、パル企画） - 主演・紙屋悦子 役
- 日本の自転車泥棒（2006年、シネマ・アンジェリカ） - （友情出演）
- MOONRIDERS THE MOVIE 「PASSION MANIACS マニアの受難」（2006年、メディアクラフト=ホワイトノイズ・プロダクション）
- となり町戦争（2007年、角川映画） - 香西瑞希 役
- 東京オアシス（2011年、スールキートス） - キクチ 役
- しあわせのパン（2012年、アスミック・エース） - 主演・水縞りえ 役（大泉洋とのダブル主演）
- ペコロスの母に会いに行く（2013年、東風） - ちえこ 役
- あいあい傘（2018年、SDP） - 松岡玉枝 役[21]
- 星の子（2020年、東京テアトル・ヨアケ） - ちひろの母 役[22]
- 砕け散るところを見せてあげる（2021年） - 真っ赤な嵐の母 役
- あなたの番です 劇場版（2021年、東宝） - 主演・手塚菜奈 役（田中圭とのダブル主演）[23]
- 35年目のラブレター（2025年、東映） - 西畑皎子 役[24]

### テレビドラマ
- セーラー服と機関銃（1982年、フジテレビ） - 主演・星泉 役
- ねらわれた学園（1982年、フジテレビ） - 主演・楠本和美 役
- 早春物語（1986年、TBS） - 川口薫 役（特別出演）
- 恋物語（1986年、TBS） - 主演・相沢とも子 役
- 銀河テレビ小説（NHK）
  - しあわせ志願（1988年） - 主演・林田由利子 役
- びいどろで候〜長崎屋夢日記（1990年、NHK） - 主演・お蘭 役
- 星の流れに（1990年、TBS） - 加納真里子 役
- 琉球の風（1993年、NHK） - 阿紀 役
- 秋の一族（1994年、NHK） - 江崎美保 役
- 東京卒業（1996年、TBS） - 正木信子 役
- デッサン（1997年、日本テレビ） - 主演・麻生沙絵 役[25]
- ストレートニュース（2000年、日本テレビ） - 白石紀子 役
- 山田風太郎 からくり事件帖-警視庁草紙より-（2001年、NHK） - 小蝶 役
- 演技者。14歳の国（2003年、フジテレビ） - ハラダ 役
- 末っ子長男姉三人（2003年、TBS） - 柏倉和子 役
- その5分前 「或る夜の出来事」 （2006年、NHK） - サトコ 役
- 連続テレビ小説（NHK）
  - おひさま（2011年） - 須藤紘子 役
  - 半分、青い。（2018年） - 萩尾和子 役[26]
- 紙の月[27]（2014年、NHK） - 主演・梅澤梨花 役
- 途中下車（2014年、NHK） - 灰島紗江 役
- 三つの月（2015年10月3日、CBC・TBS） - 主演・小坂繭 役[28]
- 海に降る（2015年10月10日 - 11月14日、WOWOW） - 天谷直子 役[29]
- 運命に、似た恋（2016年、NHK総合） - 主演・桜井香澄 役[30][31]
- 不発弾〜ブラックマネーを操る男〜（2018年6月10日 - 7月15日、WOWOW） - 村田佐知子 役[32]
- あなたの番です（2019年4月 - 9月、日本テレビ） - 主演・手塚菜奈 役
  - 劇場版公開記念!「あなたの番です」完全新撮スペシャル!（2021年12月10日、日本テレビ） - 主演・手塚菜奈 役
- スナック キズツキ（2021年10月9日 - 12月25日、テレビ東京） - 主演・真壁トウコ 役[33]
- 真犯人フラグ 第8話（2021年12月5日、日本テレビ） - 手塚菜奈 役[34]
- 生きとし生けるもの（2024年5月6日、テレビ東京） - 中野百合 役[35]

### テレビアニメ
- 生徒諸君! 心に緑のネッカチーフを（1986年、フジテレビ） - 北城尚子 役[36]
- おジャ魔女どれみドッカ〜ン! 第40話「どれみと魔女をやめた魔女」（2002年、テレビ朝日） - 佐倉未来 役

### 劇場アニメ
- 幻魔大戦（1983年） - タオ 役
- 少年ケニヤ（1984年） - ケート 役
- プリンス & プリンセス（2004年）
- おまえ うまそうだな（2010年） - マイアサウラのお母さん 役[37]

### テレビ番組
- ウッチャンナンチャンの誰かがやらねば!（1990年4月 - 9月、フジテレビ） - トラブルコップ（峰知世 役） - ローマで休日(アン王女 役)
- 原田知世 おとぎの森に迷い込む〜スウェーデン光の祭典・ルシア祭〜（2007年、BS日本）
- 原田知世 LIFE & LIVE（2008年、NHK総合・NHK-BS2・NHK-BShi）
- 原田知世ライブ "music & me"（2008年、NHK-BS2・NHK-BShi）
- 原田知世のクロアチア紀行（2008年、BS-i）
- 原田知世 35周年アニバーサリー・ツアー 音楽と私 in 東京 2017（2018年、WOWOW）

### NHK紅白歌合戦出場歴
| 年度/放送回               | 回 | 曲目     | 出演順/ 出場者数 | 対戦相手 |
| ------------------------- | -- | -------- | ---------------- | -------- |
| 1985年（昭和60年）/第36回 | 初 | 早春物語 | 13/20            | 沢田研二 |

### ラジオ
- ときめきブレイク（1991年、TBSラジオ）
- 原田知世の「恋愛小説」〜あの物語の中で逢いましょう〜（2015年4月23日、文化放送）[38]
- ヤングパラダイス（1983年5月 - 1983年9月、ニッポン放送）
- 原田知世 星空愛ランド（1983年 - 1984年・1986年 - 1987年、ニッポン放送）[4]
- 原田知世 Euro Cafe（1996年 - 2002年、ジャパンエフエムネットワーク）
- アーティスト・プロデュース・スーパー・エディション（2020年10月、ジャパンエフエムネットワーク）
- BAY BRIDGEの休日（1992年 - 1993年、FMヨコハマ）
- ナガサキ・ノボス（2002年、エフエム長崎）

ラジオドラマ
- ぼんくら・日暮らし（2005年10月 - 2006年3月、ABCラジオ） - 奥方 役

### ナレーション
- 時をかける少女（1997年、映画）
- 「サイロ～児童詩集が見つめた十勝」（1997年2月9日、NHK-BSハイビジョン）
- 神様のかくれんぼ（2000年 - 2001年、テレビ朝日）
- 情熱サッカー星人（2001年 - 2008年、テレビ朝日）
- 素敵な宇宙船地球号（2001年、テレビ朝日）
- 魅惑! 北欧ライフ探訪〜森と湖のIT王国（2001年、テレビ東京）
- 緑の大地に夢馳せて〜110年目の岩手・小岩井農場〜（2002年、岩手朝日テレビ）
- SURF & SNOW 松任谷由実の軌跡（2003年、NHK総合）
- 地上の楽園 タヒチ（2003年、テレビ東京）
- 堺旅人（2003年 - 2004年、関西テレビ）
- にっぽん菜発見 そうだ、自然に帰ろう（2003年 - 2010年、テレビ朝日）
- 課外授業 ようこそ先輩（2003年 - 、NHK総合）
- 幸せになるためのイタリア語講座（2004年、映画予告編）
- 世界遺産（2004年、TBS）
- レーザードリームシアター（2005年、愛・地球博）
- 灯台守の恋（2005年、映画予告編）
- 世界一美しい村に住む人々 〜イギリス コッツウォルズ〜（2006年、NHK-BS2）
- イタリアへ…須賀敦子 静かなる魂の旅（2006年、BS朝日）
- やさいのようせい N.Y.SALAD（2007年 - 、NHK教育）
- 彼女のレジュメ（2007年 - 2008年、テレビ大阪）
- SONGS（2008年、NHK総合）
- 俺たちだって天地を動かす〜日本のお父さんが第九に挑む〜（2008年、テレビ朝日）
- ぞうのババール（2009年、NHK教育）
- 生きるを伝える（2009年 - 、テレビ東京）
- 食べまくれ!グルメの達人が行く!日本一の産地 マル秘 裏メニュー!!（2010年、朝日放送）
- 南極日和（2010年、テレビ朝日）
- 南極日和（2010年 - 2014年、BS朝日）
- 世界で働くお父さん（2011年 - 、テレビ東京）
- 奇跡の地球物語〜近未来創造サイエンス（2011年、テレビ朝日）
- ダウンタウンのガキの使いやあらへんで!! 「ガキの使い卒業 さようなら山崎邦正」（2011年3月27日、日本テレビ）[39]
- きららちゃんの島 〜3世代家族の日々〜（2011年、テレビ長崎）
- ETV特集（NHK教育）
- 細野晴臣 音楽の軌跡 〜ミュージシャンが向き合った「3.11」〜（2011年5月29日、NHK教育）
- 世界ふれあい街歩き（2012年、NHK BSプレミアム）
- 旅のチカラ　船上のラストソング～細野晴臣 カナダ～（2012年6月14日、NHK BSプレミアム）
- 鋼の絆〜島原の鍛冶屋5人兄弟〜（2012年12月19日、フジテレビ）[40]
- NNNドキュメント'13 社長の息子 「跡継ぎゼミ」の1年（2013年3月3日、讀賣テレビ放送制作、日本テレビ系列）
- ミュージック・ポートレイト「山本耀司X高橋幸宏」（2012年5月31日-6月1日、NHK教育）
- さかなクン 被災地への恩返し（2013年6月7日、NHK総合）
- 明日へ -支えあおう-「あったかい“まち”をつくりたい～宮城・石巻市～」（2015年5月10日、NHK総合）
- 目撃!にっぽん「長崎原爆 救援列車」（2015年12月19日、NHK総合）
- 青春は戦争の消耗品ではない 映画作家 大林宣彦の遺言（2017年9月2日、NHK教育）
- ひとモノガタリ・「生きた証しを残したい ～震災10年 亡き家族への1000首～」（2021年2月23日、NHK総合）

他多数

### CM
- キリンビバレッジ『キララ』
- 角川書店『ザテレビジョン』
- 東芝『SUGAR』『Walky』
- 森永製菓『ハイクラウン』
- 日本生命保険
- トヨタ自動車『カローラII』
- 資生堂
  - 『ekubo（エクボ）』
  - 『CELLZ』（1988年頃 - ）
  - 『ギア』 - ギア「日曜ドラマ館」（1988年） - ACC CM FESTIVAL（第28回ラジオCM部門優秀賞）[41]
- サントリー『マドンナ』
- 佐藤製薬『ストナ』『ストナリニ』
- パナソニック『エオリア』
  - エアコン エオリア「名画」（1991年） - ACC CM FESTIVAL（第31回テレビCM部門ACC賞）[42]
- 全日空『空遊券』
- ライオン『植物物語』
  - 植物物語「読みます」（1992年） - ACC CM FESTIVAL（第32回テレビCM部門優秀賞）[43]
  - 植物物語「宣言 手持ち」（1993年） - ACC CM FESTIVAL（第33回テレビCM部門優秀賞）[44]
  - 植物物語「トーク」（1994年） - ACC CM FESTIVAL（第34回テレビCM部門優秀賞）[45]
- 大塚製薬『ザ・カルシウム』※ 姉・原田貴和子と共演
- JA『JA貯金』『JAバンク』『JAカード』
  - あるいてちょきんぎょ「第一歩」（2000年） - ACC CM FESTIVAL（第40回テレビスポットCM部門ACC金賞）[46]
- 宝酒造『純レジェンド』
- JR九州『ナイスゴーイングカード』
  - 福岡キャンペーン「秋・手紙／春・妹／夏・弟」（1999年） - ACC CM FESTIVAL（第39回テレビCM部門ACC賞）[47]
- ソフトバンク（旧 関西デジタルホン、1997年10月1日 - 1999年9月30日 ※ コミュニケーションネーム「J-PHONE」）
- イオナ『イオンクリーム』『スキンローション』
- ウテナ『プロカリテ』
- 武田薬品工業『ハイシーホワイト2』
- 旭化成『サランラップ』（2004年頃）
- 東芝エレベータ『東芝エレベータ』
- AGF『ブレンディ』（1995年 - ）[14]
- ノエビア『ノエビア505』
- コスモスイニシア『リボンシティレジデンス』
- パイロットコーポレーション『ローリート』、『ハイテックC』
- 大建工業『さらりあ』
- マクロミル
  - 同社のイメージキャラクターを務めるほか、CMソングも手掛ける。
- 三井住友銀行「ネットバンキング」
- JR東日本『JR SKISKI』（2017年 - 2018年）
  - 『私をスキーに連れてって』の映像を使用[48]。

### ゲーム
- ぼくのなつやすみ4 瀬戸内少年探偵団「ボクと秘密の地図」（ソニー・インタラクティブエンタテインメント） - 橋本小百合 役

### 舞台
- あしながおじさん（1983年） - ジルーシャ・アボット 役
- シレンシオ（2013年7月2日 - 7日、東京芸術劇場プレイハウス / 7月13日、サンケイホールブリーゼ）[49]

## 作品

### シングル
| #                                        | 発売日               | タイトル (A面)                             | B面                              | 規格                 | 規格品番             | オリコン最高位       |
| キャニオン・レコード                     | キャニオン・レコード | キャニオン・レコード                       | キャニオン・レコード             | キャニオン・レコード | キャニオン・レコード | キャニオン・レコード |
| ---------------------------------------- | -------------------- | ------------------------------------------ | -------------------------------- | -------------------- | -------------------- | -------------------- |
| 1st                                      | 1982年7月5日         | 悲しいくらいほんとの話                     | 恋のヒント教えて                 | EP                   | 7A-0203              | 41位                 |
| 2nd                                      | 1982年10月21日       | ときめきのアクシデント                     | 魔法をかけて                     | EP                   | 7A-0226              | 67位                 |
| 3rd                                      | 1983年4月21日        | 時をかける少女                             | ずっとそばに                     | EP                   | 7A-0275              | 2位                  |
| 角川レコード                             |                      |                                            |                                  |                      |                      |                      |
| 4th                                      | 1983年7月25日        | ダンデライオン〜遅咲きのたんぽぽ           | 守ってあげたい                   | EP                   | KRT-10001            | -                    |
| 東芝EMI / EASTWORLD                      |                      |                                            |                                  |                      |                      |                      |
| 5th                                      | 1984年4月25日        | 愛情物語                                   | CURTAIN CALL                     | EP                   | WTP-17608            | 3位                  |
| CBS・ソニー / KADOKAWA RECORDS           |                      |                                            |                                  |                      |                      |                      |
| 6th                                      | 1984年10月10日       | 天国にいちばん近い島                       | 愛してる                         | EP                   | 07SH-2001            | 1位                  |
| 7th                                      | 1985年7月17日        | 早春物語                                   | 星のデジャ・ヴ                   | EP                   | 07SH-2003            | 4位                  |
| -                                        | 1985年9月1日         | 二代目はクリスチャンのテーマ BIRDS 名義    | A SONG FOR LOVE                  | EP                   | 07SH-2004            | 28位                 |
| 8th                                      | 1986年3月5日         | どうしてますか                             | もう妖精じゃない                 | EP                   | 07SH-2007            | 7位                  |
| 9th                                      | 1986年6月21日        | 雨のプラネタリウム                         | 赤いパンプス                     | EP                   | 07SH-2010            | 12位                 |
| 9th                                      | 1986年6月21日        | 雨のプラネタリウム                         | 赤いパンプス                     | CT                   | 10KH-2012            | 12位                 |
| 10th                                     | 1986年9月21日        | 空に抱かれながら                           | 麝香猫のサンバ                   | EP                   | 07SH-2011            | 11位                 |
| 10th                                     | 1986年9月21日        | 空に抱かれながら                           | 麝香猫のサンバ                   | CT                   | 10KH-1970            | 11位                 |
| CBS・ソニー                              |                      |                                            |                                  |                      |                      |                      |
| 11th                                     | 1987年5月2日         | 逢えるかもしれない                         | サヨナラのない町                 | EP                   | 07SH-2014            | 24位                 |
| 11th                                     | 1987年5月2日         | 逢えるかもしれない                         | サヨナラのない町                 | CT                   | 10KH-2085            | 24位                 |
| 12th                                     | 1987年7月1日         | 彼と彼女のソネット                         | 泣いているのは星屑               | EP                   | 07SH-2050            | 19位                 |
| 12th                                     | 1987年7月1日         | 彼と彼女のソネット                         | 泣いているのは星屑               | CT                   | 10KH-2233            | 19位                 |
| 13th                                     | 1988年4月27日        | 太陽になりたい                             | 本日晴天                         | EP                   | 07SH-3046            | 17位                 |
| 13th                                     | 1988年4月27日        | 太陽になりたい                             | 本日晴天                         | CT                   | 10WH-3046            | 17位                 |
| 13th                                     | 1988年4月27日        | 太陽になりたい                             | 本日晴天                         | 8cmCD                | 10EH-3046            | 17位                 |
| -                                        | 1989年3月21日        | 天国にいちばん近い島                       | 早春物語                         | 8cmCD                | 10EH-3195            | -                    |
| -                                        | 1989年3月21日        | 雨のプラネタリウム                         | 時をかける少女                   | 8cmCD                | 10EH-3196            | -                    |
| フォーライフ・レコード                   |                      |                                            |                                  |                      |                      |                      |
| 14th                                     | 1990年2月21日        | Silvy                                      | 夢迷賦                           | 8cmCD                | FLDF-09011           | 54位                 |
| 15th                                     | 1991年11月28日       | 静かな夜                                   | Voix Paradis                     | 8cmCD                | FLDF-09156           | -                    |
| 16th                                     | 1994年7月21日        | T'EN VA PAS                                | 彼と彼女のソネット               | 8cmCD                | FLDF-1518            | -                    |
| 17th                                     | 1994年12月16日       | Attends ou va-t'en                         | Une bell histoire                | 8cmCD                | FLDF-1536            | -                    |
| 18th                                     | 1995年9月6日         | あした                                     | 平凡な日々                       | 8cmCD                | FLDF-1573            | 95位                 |
| 19th                                     | 1996年4月19日        | 100 LOVE-LETTERS                           | 1 or 8                           | Maxi                 | FLDF-3633            | -                    |
| 19th                                     | 1996年4月19日        | 100 LOVE-LETTERS                           | Metro                            | Maxi                 | FLDF-3633            | -                    |
| 20th                                     | 1997年1月22日        | ロマンス                                   | PARADE                           | 8cmCD                | FLDF-1618            | 39位                 |
| 21st                                     | 1997年7月24日        | シンシア                                   | 愛のロケット                     | 8cmCD                | FLDF-1633            | 25位                 |
| 22nd                                     | 1998年4月22日        | 恋をしよう                                 | Angel                            | 8cmCD                | FLDF-1660            | 70位                 |
| 23rd                                     | 1998年7月18日        | 七色の楽園                                 | TOMORROW                         | 8cmCD                | FLDF-1618            | -                    |
| 24th                                     | 1999年9月22日        | You can jump into the fire                 | you & me                         | 8cmCD                | FLDF-1701            | -                    |
| 25th                                     | 2001年10月24日       | Tears of Joy                               | MOON RIVER                       | Maxi                 | FLCF-7002            | -                    |
| フォーライフミュージックエンタテイメント |                      |                                            |                                  |                      |                      |                      |
| 26th                                     | 2002年4月24日        | 空と糸 -talking on air-                    | 届かない love song               | Maxi                 | FLCF-7020            | 43位                 |
| BERG レーベル                            |                      |                                            |                                  |                      |                      |                      |
| -                                        | 2002年5月22日        | 夢で逢えたら DEEN&原田知世 名義            | the end of the world             | Maxi                 | BVCR-19908           | 44位                 |
| ディスクユニオン                         |                      |                                            |                                  |                      |                      |                      |
| -                                        | 2015年9月9日         | I Could Be Free ロマンス                   | PARADE                           | EP                   | THEP-357             | 99位                 |
| -                                        | 2015年9月9日         | I Could Be Free ロマンス                   | 愛のロケット                     | EP                   | THEP-357             | 99位                 |
| -                                        | 2015年9月9日         | I Could Be Free ロマンス                   | I could be free                  | EP                   | THEP-357             | 99位                 |
| UNIVERSAL MUSIC                          |                      |                                            |                                  |                      |                      |                      |
| 27th                                     | 2016年9月7日         | 恋愛小説2 〜若葉のころ［e.p.］ September   | いちょう並木のセレナーデ         | EP                   | UCKJ-9001            | 93位                 |
| 28th                                     | 2017年5月10日        | ロマンス                                   | 愛のロケット                     | Maxi                 | UCCJ-5005            | 50位                 |
| 28th                                     | 2017年6月14日        | ロマンス                                   | 愛のロケット                     | EP                   | UCKJ-9002            | 51位                 |
| TSUBASA PLUS                             |                      |                                            |                                  |                      |                      |                      |
| 29th                                     | 2019年7月24日        | コトバドリ                                 | コトバドリ (Shin Sakiura Remix)  | Maxi                 | TRAK-0165            | 100位                |
| 29th                                     | 2019年7月24日        | コトバドリ                                 | コトバドリ(Yohji Igarashi Remix) | Maxi                 | TRAK-0165            | 100位                |
| UNIVERSAL MUSIC                          |                      |                                            |                                  |                      |                      |                      |
| 30th                                     | 2020年11月18日       | 恋愛小説3 〜You & Me（e.p.） A面で恋をして | A Doodlin' Song                  | EP                   | UCKJ-9008            | 48位                 |
| 31st                                     | 2020年11月18日       | 冬のこもりうた e.p. 冬のこもりうた         | Winter Lullaby                   | EP                   | UCKJ-9009            | 81位                 |
| 32nd                                     | 2021年12月15日       | ヴァイオレット                             | 守ってあげたい                   | Maxi                 | UCCJ-5006            | 62位                 |

| シングル売上一覧 | シングル売上一覧        | シングル売上一覧 | シングル売上一覧 | シングル売上一覧 |
| --- | ----------------------- | ---------------- | ---------------- | ---------------- |
| タイトル |                         |                  |                  | 単位：万枚       |
| 悲しいくらいほんとの話 | 悲しいくらいほんとの話  |                  | 5.7(#41)         | 5.7(#41)         |
| ときめきのアクシデント | ときめきのアクシデント  |                  | 1.5(#67)         | 1.5(#67)         |
| 時をかける少女 | 時をかける少女          |                  | 58.7(#02)        | 58.7(#02)        |
| 愛情物語 | 愛情物語                |                  | 32.1(#03)        | 32.1(#03)        |
| 天国にいちばん近い島 | 天国にいちばん近い島    |                  | 27.6(#01)        | 27.6(#01)        |
| 早春物語 | 早春物語                |                  | 16.3(#04)        | 16.3(#04)        |
| どうしてますか | どうしてますか          |                  | 10.0(#07)        | 10.0(#07)        |
| 雨のプラネタリウム | 雨のプラネタリウム      |                  | 8.2(#12)         | 8.2(#12)         |
| 空に抱かれながら | 空に抱かれながら        |                  | 5.0(#11)         | 5.0(#11)         |
| 逢えるかもしれない | 逢えるかもしれない      |                  | 3.0(#24)         | 3.0(#24)         |
| 彼と彼女のソネット | 彼と彼女のソネット      |                  | 2.6(#19)         | 2.6(#19)         |
| 太陽になりたい | 太陽になりたい          |                  | 5.5(#17)         | 5.5(#17)         |
| Silvy | Silvy                   |                  | 0.9(#54)         | 0.9(#54)         |
| あした | あした                  |                  | 0.3(#95)         | 0.3(#95)         |
| ロマンス | ロマンス                |                  | 6.8(#39)         | 6.8(#39)         |
| シンシア | シンシア                |                  | 8.4(#25)         | 8.4(#25)         |
| 恋をしよう | 恋をしよう              |                  | 0.4(#70)         | 0.4(#70)         |
| 空と糸 -talking on air- | 空と糸 -talking on air- |                  | 1.3(#43)         | 1.3(#43)         |
| 出典は『オリコン・シングル・チャートブック(完全版):1968 - 2010』 、612 - 613頁。（）内の数字はオリコンチャートの週間最高順位。 |                         |                  |                  |                  |

### アルバム

#### オリジナル・アルバム
|                                          | 発売日              | タイトル              | 規格                | 規格品番            | オリコン最高位      |
| 東芝EMI / EASTWORLD                      | 東芝EMI / EASTWORLD | 東芝EMI / EASTWORLD   | 東芝EMI / EASTWORLD | 東芝EMI / EASTWORLD | 東芝EMI / EASTWORLD |
| ---------------------------------------- | ------------------- | --------------------- | ------------------- | ------------------- | ------------------- |
| 1st                                      | 1983年11月28日      | バースデイ・アルバム  | LP                  | WTP-40188           | 2位                 |
| 1st                                      | 1983年11月28日      | バースデイ・アルバム  | CT                  | ZH15-1378           | 2位                 |
| 1st                                      | 2017年8月23日       | バースデイ・アルバム+ | SHM-CD              | UPCY-7345           | 63位                |
| CBS・ソニー / KADOKAWA RECORDS           |                     |                       |                     |                     |                     |
| 2nd                                      | 1984年11月28日      | 撫子純情              | LP                  | 18AH-2002           | 2位                 |
| 2nd                                      | 1984年11月28日      | 撫子純情              | CT                  | 18KH-2002           | 2位                 |
| 2nd                                      | 1984年11月28日      | 撫子純情              | CD                  | 30DH-202            | 2位                 |
| 3rd                                      | 1985年11月28日      | PAVANE                | LP                  | 28AH-2008           | 7位                 |
| 3rd                                      | 1985年11月28日      | PAVANE                | CT                  | 28KH-2008           | 7位                 |
| 3rd                                      | 1985年11月28日      | PAVANE                | CD                  | 32DH-206            | 7位                 |
| 3rd                                      | 1991年9月15日       | PAVANE                | CD                  | SRCL-1878           | -                   |
| 4th                                      | 1986年6月28日       | NEXT DOOR             | LP                  | 28AH-2011           | 4位                 |
| 4th                                      | 1986年6月28日       | NEXT DOOR             | CT                  | 28KH-2011           | 4位                 |
| 4th                                      | 1986年6月28日       | NEXT DOOR             | CD                  | 32DH-209            | 4位                 |
| 4th                                      | 1991年9月15日       | NEXT DOOR             | CD                  | SRCL-2086           | -                   |
| 5th                                      | 1986年11月28日      | Soshite               | LP                  | 33AH-2121/2         | 10位                |
| 5th                                      | 1986年11月28日      | Soshite               | CT                  | 33KH-2045           | 10位                |
| 5th                                      | 1986年11月28日      | Soshite               | CD                  | 33DH-574            | 10位                |
| 5th                                      | 1991年9月15日       | Soshite               | CD                  | SRCL-2087           | -                   |
| CBS・ソニー                              |                     |                       |                     |                     |                     |
| 6th                                      | 1987年7月29日       | Schmatz               | LP                  | 28AH-2208           | 14位                |
| 6th                                      | 1987年7月29日       | Schmatz               | CT                  | 28KH-2247           | 14位                |
| 6th                                      | 1987年7月29日       | Schmatz               | CD                  | 32DH-705            | 14位                |
| フォーライフ・レコード                   |                     |                       |                     |                     |                     |
| 7th                                      | 1990年5月21日       | Tears of Joy          | CD                  | FLCF-31070          | 30位                |
| 7th                                      | 1996年9月25日       | Tears of Joy          | CD                  | FLCF-3658           | -                   |
| 8th                                      | 1990年11月28日      | Blue in Blue          | CD                  | FLCF-22085          | 70位                |
| 8th                                      | 1996年9月25日       | Blue in Blue          | CD                  | FLCF-3659           | -                   |
| 9th                                      | 1991年5月21日       | 彩                    | CD                  | FLCF-30099          | 67位                |
| 9th                                      | 1996年9月25日       | 彩                    | CD                  | FLCF-3660           | -                   |
| 10th                                     | 1992年8月21日       | GARDEN                | CD                  | FLCF-30144          | 66位                |
| 11th                                     | 1995年1月20日       | Egg Shell             | CD                  | FLCF-3530           | -                   |
| 12th                                     | 1996年5月17日       | clover                | CD                  | FLCF-3637           | 80位                |
| 12th                                     | 2018年12月5日       | clover                | LP                  | CMRS-22             | 241位               |
| 13th                                     | 1997年2月21日       | I could be free       | CD                  | FLCF-3677           | 10位                |
| 13th                                     | 2018年12月5日       | I could be free       | LP                  | CMRS-23             | 182位               |
| 14th                                     | 1998年8月21日       | Blue Orange           | CD                  | FLCF-3728           | 20位                |
| 14th                                     | 2018年12月5日       | Blue Orange           | LP                  | CMRS-24             | 251位               |
| 15th                                     | 1999年9月22日       | a day of my life      | CD                  | FLCF-3762           | 34位                |
| フォーライフミュージックエンタテイメント |                     |                       |                     |                     |                     |
| 16th                                     | 2002年11月20日      | My Pieces             | CD                  | FLCF-31070          | 80位                |
| in the garden records                    |                     |                       |                     |                     |                     |
| 17th                                     | 2007年11月28日      | music & me            | CD                  | XNHL-13001/B        | 27位                |
| 17th                                     | 2017年8月23日       | music & me            | LP                  | CMRS-2              | 151位               |
| EMIミュージック・ジャパン                |                     |                       |                     |                     |                     |
| 18th                                     | 2009年10月21日      | eyja                  | CD                  | TOCT-26860          | 37位                |
| commmons                                 |                     |                       |                     |                     |                     |
| 19th                                     | 2014年5月7日        | noon moon             | CD                  | RZCM-59598          | 20位                |
| 19th                                     | 2017年8月23日       | noon moon             | LP                  | CMRS-3              | 191位               |
| UNIVERSAL MUSIC                          |                     |                       |                     |                     |                     |
| 20th                                     | 2018年11月28日      | L'Heure Bleue         | CD+DVD              | UCCJ-9216           | 20位                |
| 20th                                     | 2018年11月28日      | L'Heure Bleue         | CD                  | UCCJ-2161           | 20位                |
| 20th                                     | 2018年12月19日      | L'Heure Bleue         | LP                  | UCJJ-9016           | 20位                |
| 21st                                     | 2022年3月23日       | fruitful days         | SHM-CD+DVD          | UCCJ-9237           | 31位                |
| 21st                                     | 2022年3月23日       | fruitful days         | SHM-CD              | UCCJ-2203           | 31位                |
| 21st                                     | 2022年11月16日      | fruitful days         | LP                  | UCJJ-9032           | 31位                |
| 22nd                                     | 2024年11月27日      | カリン                | UHQCD               | UCCJ-9251           | 30位                |
| 22nd                                     | 2024年11月27日      | カリン                | SHM-CD              | UCCJ-2241           | 30位                |
| 23rd                                     | 2025年7月23日       | アネモネ              | UHQCD               | UCCJ-9254           |                     |
| 23rd                                     | 2025年7月23日       | アネモネ              | SHM-CD              | UCCJ-2247           |                     |

#### カバー・アルバム
|                        | 発売日                 | タイトル               | 規格                   | 規格品番               | オリコン最高位         |
| フォーライフ・レコード | フォーライフ・レコード | フォーライフ・レコード | フォーライフ・レコード | フォーライフ・レコード | フォーライフ・レコード |
| ---------------------- | ---------------------- | ---------------------- | ---------------------- | ---------------------- | ---------------------- |
| 1st                    | 1994年2月18日          | カコ                   | CD                     | FLCF-25234             | 83位                   |
| 2nd                    | 2001年6月20日          | Summer breeze          | CD                     | FLCF-3868              | 40位                   |
| UNIVERSAL MUSIC        |                        |                        |                        |                        |                        |
| 3rd                    | 2015年3月18日          | 恋愛小説               | SHM-CD                 | UCCJ-2120              | 30位                   |
| 3rd                    | 2015年9月9日           | 恋愛小説               | LP                     | THLP-356               | 84位                   |
| 4th                    | 2016年5月11日          | 恋愛小説2 -若葉のころ  | SHM-CD+DVD             | UCCJ-9211              | 4位                    |
| 4th                    | 2016年5月11日          | 恋愛小説2 -若葉のころ  | SHM-CD                 | UCCJ-2137              | 4位                    |
| 4th                    | 2016年9月7日           | 恋愛小説2 -若葉のころ  | LP                     | UCKJ-9001              | 4位                    |
| 5th                    | 2020年10月14日         | 恋愛小説3 〜You & Me   | SHM-CD+DVD             | UCCJ-9224              | 16位                   |
| 5th                    | 2020年10月14日         | 恋愛小説3 〜You & Me   | SHM-CD                 | UCCJ-2182              | 16位                   |
| 5th                    | 2020年12月16日         | 恋愛小説3 〜You & Me   | LP                     | UCJJ-9028              | 16位                   |
| 6th                    | 2023年10月25日         | 恋愛小説4 〜音楽飛行   | SHM-CD                 | UCCJ-9245/6            | 24位                   |
| 6th                    | 2023年10月25日         | 恋愛小説4 〜音楽飛行   | SHM-CD                 | UCCJ-2230              | 24位                   |
| 6th                    | 2024年6月12日          | 恋愛小説4 〜音楽飛行   | LP                     | UCJJ-9043              | 24位                   |

#### セルフカバー・アルバム
|                 | 発売日          | タイトル        | 規格            | 規格品番        | オリコン最高位  |
| UNIVERSAL MUSIC | UNIVERSAL MUSIC | UNIVERSAL MUSIC | UNIVERSAL MUSIC | UNIVERSAL MUSIC | UNIVERSAL MUSIC |
| --------------- | --------------- | --------------- | --------------- | --------------- | --------------- |
| 1st             | 2017年7月5日    | 音楽と私        | SHM-CD+DVD      | UCCJ-9213       | 11位            |
| 1st             | 2017年7月5日    | 音楽と私        | SHM-CD          | UCCJ-2141       | 11位            |
| 1st             | 2017年8月23日   | 音楽と私        | LP              | UCJJ-9007       | 11位            |

#### ベスト・アルバム
|                                          | 発売日              | タイトル                                                      | 規格                | 規格品番            | オリコン最高位      |
| 東芝EMI / EASTWORLD                      | 東芝EMI / EASTWORLD | 東芝EMI / EASTWORLD                                           | 東芝EMI / EASTWORLD | 東芝EMI / EASTWORLD | 東芝EMI / EASTWORLD |
| ---------------------------------------- | ------------------- | ------------------------------------------------------------- | ------------------- | ------------------- | ------------------- |
| 1st                                      | 1986年11月1日       | POCHETTE                                                      | LP                  | WTP-80198           | 25位                |
| 1st                                      | 1986年11月1日       | POCHETTE                                                      | CD                  | CA30-1326           | 25位                |
| ポニー                                   |                     |                                                               |                     |                     |                     |
| 2nd                                      | 1987年4月21日       | 原田知世ベスト+「時をかける少女」オリジナル・サウンドトラック | CD                  | D30P6071            | 57位                |
| 東芝EMI / EASTWORLD                      |                     |                                                               |                     |                     |                     |
| 3rd                                      | 1987年5月7日        | Image                                                         | LP                  | WTP-50121           | 28位                |
| CBS・ソニー                              |                     |                                                               |                     |                     |                     |
| 4th                                      | 1987年11月28日      | From T                                                        | LP                  | 28AH-2268           | 23位                |
| 4th                                      | 1987年11月28日      | From T                                                        | CT                  | 28KH-2369           | 23位                |
| 4th                                      | 1987年11月28日      | From T                                                        | CD                  | 32DH-848            | 23位                |
| 5th                                      | 1988年7月21日       | MY FAVORITES                                                  | 8cmCD               | 15EH-8031           | -                   |
| 6th                                      | 1988年9月1日        | シングル・コレクション '82〜'88                               | LP                  | RT28-5296           | 30位                |
| 6th                                      | 1988年9月1日        | シングル・コレクション '82〜'88                               | CT                  | 28P-6830            | 30位                |
| 6th                                      | 1988年9月1日        | シングル・コレクション '82〜'88                               | CD                  | 32DH-5093           | 30位                |
| フォーライフ・レコード                   |                     |                                                               |                     |                     |                     |
| 7th                                      | 1997年9月18日       | Flowers                                                       | CD                  | FLCF-3696           | 5位                 |
| Sony Music Entertainment (Japan) Inc.    |                     |                                                               |                     |                     |                     |
| 8th                                      | 1998年8月21日       | GOLDEN J-POP/THE BEST 原田知世                                | CD                  | SRCL-4331/2         | -                   |
| 9th                                      | 2000年7月19日       | 2000 BEST 原田知世                                            | CD                  | SRCL-4829           | -                   |
| フォーライフ・レコード                   |                     |                                                               |                     |                     |                     |
| 10th                                     | 2001年11月21日      | Best Harvest                                                  | CD                  | FLCF-3902           | 65位                |
| フォーライフミュージックエンタテイメント |                     |                                                               |                     |                     |                     |
| 11th                                     | 2011年5月25日       | 原田知世 ゴールデン☆ベスト 〜As Time Goes On〜                | CD                  | FLCF-4376           | 80位                |
| UNIVERSAL MUSIC                          |                     |                                                               |                     |                     |                     |
| 12th                                     | 2017年8月23日       | 私の音楽 2007-2016                                            | SHM-CD              | UCCJ-9213           | 56位                |
| 13th                                     | 2019年10月16日      | Candle Lights                                                 | SHM-CD              | UCCJ-2171           | 38位                |
| 14th                                     | 2022年10月5日       | 原田知世のうたと音楽                                          | SHM-CD+DVD          | UCCJ-9240           | 8位                 |
| 14th                                     | 2022年10月5日       | 原田知世のうたと音楽                                          | SHM-CD              | UCCJ-2212/3         | 8位                 |

### 映像作品
1. 16才のグラフィティ（1984年9月21日）
2. 原田知世ストーリー（1984年10月21日）
3. そよ風のクルール TOMOYO・SONG BOOK（1985年3月21日）
4. Muscat Lips Tour（1986年10月22日）
5. O3（オー・スリー）（1987年12月2日）
6. 幻想のいる場所（1991年9月21日）
7. Blue Orange Tour（1999年4月21日）
8. 神様のかくれんぼ -与勇輝の世界-［ナレーション］（2001年5月25日）
9. 世界一美しい村に住む人々イギリス・コッツウォルズ［ナレーション］（2007年9月27日）
10. フジテレビ開局50周年記念DVD ウッチャンナンチャンのやるやらフォーエバー 誰かがやらねば!やるならやらねば!傑作選 （2009年12月25日）
11. 須賀敦子　静かなる魂の旅-永久保存ボックス［朗読］（2010年9月9日）
12. Melting Sun & Ice Moon - Tomoyo Harada Live Tour 2010 eyja（2010年10月27日）
13. 音楽と私　35周年アニバーサリー・ツアーin東京2017 [Blu-ray & DVD] （2018年4月4日）

### タイアップ
| 曲名                                | タイアップ                                                               | 収録作品                                     |
| ----------------------------------- | ------------------------------------------------------------------------ | -------------------------------------------- |
| 悲しいくらいほんとの話              | フジテレビ系ドラマ『セーラー服と機関銃』主題歌                           | シングル「悲しいくらいほんとの話」           |
| ときめきのアクシデント              | フジテレビ系ドラマ『ねらわれた学園』主題歌                               | シングル「ときめきのアクシデント」           |
| 時をかける少女                      | 角川春樹事務所作品／東映配給『時をかける少女』主題歌                     | シングル「時をかける少女」                   |
| 時をかける少女                      | 角川書店『ザテレビジョン』CMソング                                       | シングル「時をかける少女」                   |
| ダンデライオン〜遅咲きのたんぽぽ    | マクドナルドミュージカル『あしながおじさん』主題歌                       | シングル「ダンデライオン〜遅咲きのたんぽぽ」 |
| 愛情物語                            | 角川春樹事務所作品映画『愛情物語』主題歌                                 | シングル「愛情物語」                         |
| 愛情物語                            | キリンビバレッジ『キララ』CMソング                                       | シングル「愛情物語」                         |
| 天国にいちばん近い島                | 角川春樹事務所作品／東映配給『天国にいちばん近い島』主題歌               | シングル「天国にいちばん近い島」             |
| 天国にいちばん近い島                | 東芝『SUGAR』CMソング                                                    | シングル「天国にいちばん近い島」             |
| クララ気分                          | 東芝『Walky』CMソング                                                    | アルバム「撫子純情」                         |
| 早春物語                            | 角川春樹事務所創立10周年記念作品／東宝配給『早春物語』主題歌             | シングル「早春物語」                         |
| 早春物語                            | 森永製菓『ハイクラウンチョコレート』CMソング                             | シングル「早春物語」                         |
| 早春物語                            | 日本生命『BIG YOU』CMソング                                              | シングル「早春物語」                         |
| 姫魔性                              | 東芝『SUGAR』CMソング                                                    | アルバム「PAVANE」                           |
| HELP ME LINDA                       | 角川書店『ザテレビジョン』CMソング                                       | アルバム「PAVANE」                           |
| 続けて                              | TBS系ドラマ『恋物語』主題歌                                              | アルバム「PAVANE」                           |
| どうしてますか                      | 日本生命『BIG YOU』『JUST』CMソング                                      | シングル「どうしてますか」                   |
| 雨のプラネタリウム                  | トヨタ『NEWカローラII』CMソング                                          | シングル「雨のプラネタリウム」               |
| 空に抱かれながら                    | トヨタ『NEWカローラII GPターボ』CMソング                                 | シングル「空に抱かれながら」                 |
| 逢えるかもしれない                  | 新生鉄道誕生記念キャンペーン「いい町へ いい人へ」大賞受賞作品 新鉄道唱歌 | シングル「逢えるかもしれない」               |
| 太陽になりたい                      | トヨタ『カローラII』CMソング                                             | シングル「太陽になりたい」                   |
| 本日晴天                            | NHK銀河テレビ小説『しあわせ志願』主題歌                                  | シングル「太陽になりたい」                   |
| Silence Blue                        | 佐藤製薬『ストナ』CMソング                                               | アルバム「Blue in Blue」                     |
| 白い朝                              | 佐藤製薬『ストナリニ』CMソング                                           | アルバム「Blue in Blue」                     |
| 静かな夜                            | 佐藤製薬『ストナ』CMソング                                               | シングル「静かな夜」                         |
| Voix Paradis                        | 佐藤製薬『ストナリニ』CMソング                                           | シングル「静かな夜」                         |
| T'EN VA PAS                         | フジテレビ『文學ト云フ事』エンディングテーマ                             | シングル「T'EN VA PAS」                      |
| あした                              | 東宝洋画配給 大林宣彦監督作品『あした』主題歌                            | シングル「あした」                           |
| 100 LOVE-LETTERS                    | スズキ 『アルトエポ 』CMソング                                           | シングル「100 LOVE-LETTERS」                 |
| 裸足のマリア                        | JA CMソング                                                              | アルバム「clover」                           |
| シンシア                            | 日本テレビ系ドラマ『デッサン』主題歌                                     | シングル「シンシア」                         |
| シンシア                            | J-PHONE CMソング                                                         | シングル「シンシア」                         |
| 恋をしよう                          | 日本テレビ系『TVおじゃマンボウ』エンディングテーマ                       | シングル「恋をしよう」                       |
| Angel                               | J-PHONE CMソング                                                         | シングル「恋をしよう」                       |
| 七色の楽園                          | テレビ東京『デジドラ・ワンシーン』エンディングテーマ                     | シングル「七色の楽園」                       |
| 青空と白い花                        | ヤマザキ『サンロイヤルブレッド』CMソング                                 | アルバム「Blue Orange」                      |
| You & me                            | J-PHONE CMソング                                                         | アルバム「A Day of My Life」                 |
| 空と糸 -talking on air-             | NTT DoCoMo『ケータイ家族物語』CMソング                                   | シングル「空と糸 -talking on air-」          |
| As I Like                           | テレビ朝日「うるおい宣言」エンディングテーマ                             | アルバム「My Pieces」                        |
| レモン（伊藤ゴロー feat. 原田知世） | 鹿児島テレビ『ナマ・イキVOICE』テーマソング                              | シングル「レモン」                           |
| コトバドリ                          | NHK『みんなのうた』より                                                  | シングル「コトバドリ」                       |
| 冬のこもりうた                      | 映画『すみっコぐらし とびだす絵本とひみつのコ』主題歌                    | シングル「冬のこもりうた」                   |

### 参加作品
| リリース日     | 曲名                                                         | 初収録された作品                                                          |
| -------------- | ------------------------------------------------------------ | ------------------------------------------------------------------------- |
| 1992年8月21日  | 水彩画の夏                                                   | 中西俊博『Sailing on Strings』                                            |
| 1998年7月18日  | 幸せの場所（作詞）                                           | ムーンライダーズ『月面讃歌』                                              |
| 1998年11月6日  | チム・チム・チェリー                                         | Various Artists『We Love Mickey -Happy 70th Anniversary-』                |
| 2002年12月11日 | CHINESE SOUP                                                 | Various Artists『Queen's Fellows：yuming 30th anniversary cover album』   |
| 2003年6月4日   | エイヤー・アッシャー・エイヤー〜我は我たる者なり（コーラス） | Unknown Soup & Spice（岩代太郎と濱田マリのユニット）『Chant』             |
| 2005年5月25日  | パールカラーにゆれて                                         | Various Artists『山口百恵トリビュート Thank You For…part2』               |
| 2006年10月4日  | soup song                                                    | MOOSE HILL『desert house』                                                |
| 2006年10月4日  | ノスタルジア                                                 | MOOSE HILL『desert house』                                                |
| 2008年1月23日  | 東京シャイネス・ボーイ／鈴木慶一                             | Various Artists『細野晴臣STRANGE SONG BOOK -Tribute to Haruomi Hosono 2』 |
| 2008年7月23日  | あめふり くまのこ／原田知世+鈴木慶一                         | Various Artists『にほんのうた 第二集』                                    |
| 2008年8月27日  | 夜想曲                                                       | Yuji Ohno & Lupintic Five with Friends『sweet lost night』                |
| 2008年9月10日  | Girl Again                                                   | オニキユウジ『Sister Worlds』                                             |
| 2008年11月12日 | きっと言える                                                 | Various Artists『encontro 〜organic bossa〜』                             |
| 2009年10月14日 | The Fool On The Hill                                         | Various Artists『LOVE LOVE LOVE』                                         |
| 2010年2月3日   | ひとりじゃないよ／原田知世+高橋幸宏                          | Various Artists『Try Little Love 〜チギレグモノ、ソラノシタ〜』           |
| 2010年10月3日  | レモン                                                       | 伊藤ゴロー「レモン」                                                      |
| 2010年11月17日 | Frosty The Snowman                                           | Various Artists『Christmas Songs』                                        |
| 2011年7月20日  | ミモザ                                                       | 宮内優里『ワーキングホリデー』                                            |
| 2013年6月19日  | Vivo Sonhando                                                | Various Artists『GETZ/GILBERTO+50』                                       |
| 2013年6月19日  | 古靴店                                                       | 高田漣『アンサンブル』                                                    |
| 2021年9月15日  | 朝日のあたる道 (Single Version)                              | 配信                                                                      |
| 2021年9月29日  | 朝日のあたる道 (Album Version)                               | Various Artists『What a Wonderful World with Original Love?』             |

### 著書
- 『時の魔法使い』〈角川文庫〉、角川書店、1984年11月28日。
- 19+1 Good-by teens, Hello twenties（1987年、扶桑社）

### 写真集
- To Mo Yo 原田知世写真集（1984年、富士見書房）
- 1985年型 原田知世写真大事典 あいたくて、知世 1984・1985（1985年、富士見書房）
- 『Tomoyo Harada first concert tour : 原田知世写真集』富士見書房、1986年11月28日。
- 原田知世 マイニット・マイスタイル（1995年、日本ヴォーグ社）

## 受賞歴
- 第26回（1983年度）ブルーリボン賞新人賞『時をかける少女』
- 第21回（1983年度）ゴールデン・アロー賞新人賞（映画）[55]
- 第8回（1983年度）報知映画賞新人賞『時をかける少女』
- 第38回（1983年）毎日映画コンクール スポニチグランプリ新人賞『時をかける少女』
- 第9回（1983年度）シティロード・メモリアル・ベスト ベスト女優1位[56]
- 1983年オリーブ映画祭賞[要出典]
- 1984年エランドール賞新人賞
- 第7回（1983年度）日本アカデミー賞新人俳優賞『時をかける少女』
- 第5回（1983年度）ヨコハマ映画祭最優秀新人賞『時をかける少女』
- 第7回（1985年度）ヨコハマ映画祭主演女優賞『早春物語』[57]
- 第3回（1985年度）ゴールデングロス賞マネーメイキングスター賞[58]
- 第11回（1987年度）日本アカデミー賞話題賞『私をスキーに連れてって』[59]
- 第2回（1987年度）高崎映画祭最優秀主演女優賞『黒いドレスの女』『私をスキーに連れてって』
- 第13回（1998年度）高崎映画祭最優秀主演女優賞『落下する夕方』